# Reisepass der Afrikanischen Union

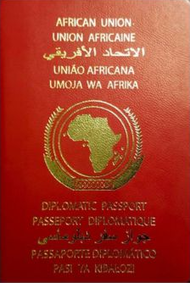

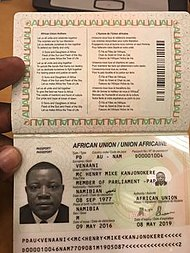
Reisepass der Afrikanischen Union von McHenry Venaani

Der Reisepass der Afrikanischen Union (englisch African Union Passport), auch Afrikanischer Reisepass (englisch African Passport) ist ein offizieller Reisepass, der von der Afrikanischen Union herausgegeben wird. Derzeit wird er, parallel zu nationalen Reisepässen, an Staatsbürger aller afrikanischer Staaten ausgegeben. Ziel ist es, nationale Reisepässe in Zukunft zu ersetzen und visafreies Reisen für alle Afrikaner auf dem Kontinent zu ermöglichen.
Der Reisepass der AU wurde am 17. Juli 2016 im Rahmen des 27. Staatenkongresses der AU in Kigali, der Hauptstadt Ruandas, vorgestellt. Er sollte bis 2020[veraltet] weltweit anerkannt werden. Für alle Bürger des Kontinents soll er spätestens bis zum Jahr 2063 verfügbar gemacht werden.
Der Pass ist in Arabisch, Englisch, Französisch, Portugiesisch und Swahili verfasst. Er ist rot.

## Reisepassarten
Es werden drei Arten von AU-Reisepässen unterschieden:
Gewöhnlicher Reisepass
Dieser Reisepass wird an alle afrikanischen Staatsbürger ausgegeben, enthält 32 Seiten und ist fünf Jahre gültig.
Dienstpass
Ausgabe nur an Mitarbeiter von staatlichen Einrichtungen und nur für geschäftliches Reisen.
Diplomatenpass
Ausgabe nur an Diplomaten und Konsularmitarbeiter und deren direkten Angehörigen; nur für geschäftliches Reisen.